# John Lloyd Stephens
John Lloyd Stephens (28 de noviembre de 1805 - 13 de octubre de 1852) fue un explorador, escritor y diplomático estadounidense. Stephens participó destacadamente en la investigación de la  civilización maya, y fue figura central en la planeación del ferrocarril de Panamá.

## Estudios y obras
Stephens nació en Shrewsbury, Nueva Jersey. Se graduó en Derecho, en la Columbia University; y en 1834, viajó al medio oriente, describiendo el viaje en un libro publicado posteriormente.
Stephens escribió varios libros sobre sus viajes y exploraciones: 
- Incidentes de viaje en Egipto, Arabia Pétrea y Tierra Santa (1837)
- Incidentes de viaje en Grecia, Turquía, Rusia y Polonia (1838)
- Incidentes de viaje en América Central, Chiapas y Yucatán, Vols. 1 y 2 (1841), traducido al español por Justo Sierra O'Reilly
- Incidentes de viaje en Yucatán, Vols. 1 y 2 (1843)

Las obras de Stephens serían de inspiración al escritor estadounidense Edgar Allan Poe.
Stephens siguió con interés las crónicas de Alexander von Humboldt y Juan Galindo, sobre las exploraciones en las ruinas de Mesoamérica.

## Exploraciones

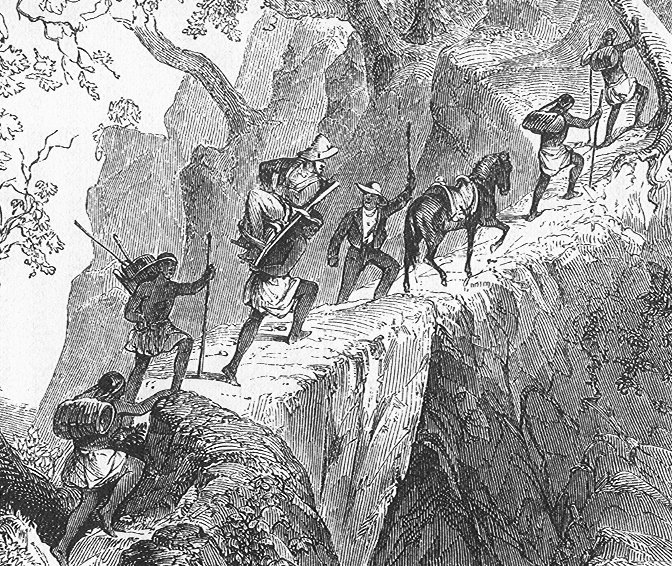
Litografía del libro Incidents of Travel in Central America, Chiapas, and Yucatan realizada por Frederick Catherwood compañero de viaje de Stephens.

Martin van Buren, presidente de los Estados Unidos en 1839, envió a Stephens como embajador especial a América Central, la cual se desintegró tras una guerra civil mientras Stephens se encontraba allí. El libro Incidentes de viaje en América Central, Chiapas y Yucatán es una reseña detallada de los eventos que Stephens presenció en ese proceso. Además, el libro recogió datos de antiguas ciudades mayas, y los acompañó con las ilustraciones del arquitecto y dibujante Frederick Catherwood, su compañero de viaje. La descripción superó en detalle y exactitud a la información hasta ese momento recabada sobre las ciudades mesoamericanas. 
En su primer viaje Stephens y Frederick Catherwood visitaron Copán llegando por Honduras Británica, actualmente Belice, y Stephens llegó a comprar el terreno de Copán por la suma de $50. Posteriormente visitaron Quiriguá en donde Catherwood creó excelentes ilustraciones de las estelas que Stephens publicó años más tarde en su obra. Los registros de Quiriguá son los primeros que se conocen sobre el sitio. Stephens continuó su exploración en un segundo viaje a Yucatán, el cual dio origen a un libro subsecuente. Stephens aportó valiosos registros gracias a su laborioso trabajo en Palenque, de donde publicó varios documentos junto a unas maravillosas ilustraciones de Catherwood. Exploró el Templo de las Inscripciones, el Templo del Sol, el Templo de la Cruz, el Templo de la Cruz Foliada y el Palacio del Gobernador.

## Muerte
En 1850, Stephens viajó a Panamá, para trabajar en el proyecto del ferrocarril Trans Ístmico. Dos años después aún durante los trabajos de construcción del ferrocarril, Stephens enfermó gravemente de malaria, fue encontrado inconsciente debajo de una ceiba, árbol considerado sagrado de los mayas. Fue trasladado a Nueva York en estado crítico, y falleció el 13 de octubre de 1852.
Un buque de la Panamá Mail Steamship Company fue bautizado con su nombre.
Sus restos mortales se encuentran en el cementerio de Old Marble. En 1947 un grupo de admiradores colocaron sobre su tumba una placa decorada con glifos mayas y con la leyenda: 

Bajo esta bóveda se encuentran sepultos los restos de John Lloyd Stephens (1805-1852), viajero y autor, precursor en el estudio de la civilización maya de América Central, proyectista y constructor del ferrocarril de Panamá.